# Подозрительный (фильм)
«Подозрительный» — советский историко-биографический детектив 1978 года, снятый Михаилом Бадикяну на киностудии «Молдова-фильм».
Премьера фильма состоялась 3 марта 1981 года. Фильм посмотрели 3,6 млн зрителей за первый год демонстрации.

## Сюжет
Бессарабия, 1918 год. Парламент «Сфэтул цэрий» стремится сохранить свою власть и обращается за помощью к румынскому королю. Однако местные большевики хотят разоблачить этот антинародный парламент и для этого решают выкрасть секретный документ с просьбой о введении румынских войск. Революционер-подпольщик Евгений Думитриу проникает в круг влиятельных лиц под видом барона Каранфила, обманывает графа Татищева и достаёт документ, который поможет разоблачить злодеев.

## Роли исполняют
- Родион Нахапетов — Евгений Думитриу
- Светлана Тома — Аня Сабурова
- Борис Иванов — Татищев
- Валентин Никулин — полковник Арнаут
- Вера Глаголева — Катя Арнаут
- Мирча Соцки-Войническу — ротмистр Цуркан
- Борислав Брондуков — капитан Туркулец
- Юрий Медведев — Шилов
- Рита Гладунко — мадам Чимпой
- Михаил Бадикяну — Кристофор
- Ион Шкуря — подполковник Мотынга
- Юрий Леонидов — полковник Пырван
- Константин Константинов — Ботозату
- Николас Дарий — Колчу

## Съёмочная группа
- Режиссёр: Михаил Бадикяну
- Сценаристы: Арнольд Григорян, Михаил Бадикяну
- Оператор: Дмитрий Моторный
- Художник-постановщик: Михаил Гараканидзе
- Композитор: Виталий Верлоха
- Звукорежиссёр: Илья Бойко